# Ricardo Puelma Laval
Ricardo Enrique Puelma Laval (Copiapó, 2 de julio de 1878 - 1935, Santiago) fue un médico cirujano y político chileno, miembro del Partido Radical (PR). En 1930 ejerció brevemente como diputado de la República por la Circunscripción Departamental de Tarapacá, al haber sido nombrado en septiembre de ese año por el presidente Carlos Ibáñez del Campo como ministro de Bienestar Social, desempeñó el cargo hasta julio de 1931.

## Biografía
Nació en Copiapó, el 10 de julio de 1878.
Los estudios los realizó en el Liceo de Copiapó, para después estudiar medicina en la Universidad de Chile. Se recibió como médico cirujano el 29 de diciembre de 1902, con una tesis titulada: Defensas e inmunidad de las enfermedades infecciosas. Hizo cursos de posgrado y obtuvo diplomas en Sanidad Militar en Italia, España, Suiza y especialmente en Francia, en 1919.
Se trasladó a Iquique, por tres años, donde desempeñó el cargo de médico interno del Hospital de Iquique desde 1902 a 1905.
Posteriormente, fue designado médico del Regimiento de caballería Granaderos desde 1905 a 1923, donde lcanzó el grado de Teniente coronel de Sanidad, el que tenía cuando jubiló, como jefe y médico cirujano de la I División. Durante muchos años fue médico jefe ad honorem del Policlínico de Enfermedades de Trascendencia Social de la comuna de Iquique.
En el curso del año 1919, fue comisionado al extranjero, en un viaje de estudios.
Entre otras actividades, se dedicó también a escribir y publicó diversas obras de carácter científico y sociológico.

## Trayectoria política
Durante su carrera política militó en el Partido Radical (PR).
Durante el gobierno del presidente Carlos Ibáñez del Campo, fue nombrado ministro de Bienestar Social, cargo que ejerció entre el 5 de septiembre de 1930 y el 13 de julio de 1931.
En las elecciones parlamentarias de 1930 (Congreso Termal), resultó elegido diputado, por la 1ª Circunscripción Departamental de Pisagua y Tarapacá, para el período 1930-1934. Integró la Comisión Permanente de Guerra y Marina; y de la de Higiene y Asistencia Pública. Sin embargo, al aceptar el cargo de ministro de Salud, incompatible con el de diputado, se incorporó en su reemplazo, Serafín Elguín Morales, el 9 de diciembre de 1930. Este último tampoco pudo completarlo debido a la disolución del Congreso Nacional en junio de 1932.
Falleció en Santiago en 1935.

## Obras
- Alma Rusa (ensayo)
- Mundo Interior (1929)
- Biología Celular y Mecanismo de la Vida
- Defensa e Inmunidad de las Enfermedades Infecciosas
- Arenas del Mapocho